# Smykketyven
Smykketyven er en dansk dramafilm fra 1991, instrueret af Anja Breien

## Medvirkende
- Ghita Nørby som Rut
- Sven Wollter som Jan Ström
- Kjersti Holmen som Lilian Green
- Lene Bragli som Hilde
- Gisken Armand som Ida
- Per Egil Aske som Carl
- Øyvin Bang Berven som Fuglemanden
- Eindride Eidsvold som Magnus
- Anil Horn som Ambassadørfruen
- Jan Hårstad som Sverre, Lilians nye kæreste
- Anne Marit Jacobsen som Fru Sørensen, taxachauffør
- Johannes Joner som Mons
- Randi Koch som Sygeplejerske
- Sven Nordin som Lægen
- Espen Skjønberg som Smykkehandleren
- Monna Tandberg som Diana, skuespillerinde
- Ingrid Vollan som Ung sygeplejer